# Chích núi đá vôi
Chích núi đá vôi (danh pháp khoa học: Phylloscopus calciatilis) là một loài chim chích trong chi Chích lá thuộc họ Chích lá. Khi loài này được phát hiện lần đầu vào đầu năm 1994, người ta nhầm nó là loài chích ngực vàng. Nó nhỏ hơn chích ngực vàng và cánh tròn hơn. Bộ lông hầu như tương tự, chỉ có thể so sánh bởi màu vàng lạnh hơn một chút ở dưới và một vết nhẹ hơi xám hơn bên trên. Dù cơ thể bé hơn, mở lại lớn hơn chích ngực vàng. Kích thước chính xác không rõ nhưng mẫu gốc có chiều dài cánh 5,2 xentimét (2,0 in); paratype có đuôi dài 3,7 xentimét (1,5 in) mỏ dài 1,39 xentimét (0,55 in). Loài này phân bố ở phía bắc Việt Nam, Lào và có thể có ở phía nam Trung Quốc. Tên loài, calciatilis, nghĩa là "sinh sống ở đá vôi", tham chiếu đến nơi sống của nó ở môi trường sống tự nhiên nơi có rừng bán thường xanh lá rộng mọc quanh các núi karst đá vôi. Chích rừng mặt đỏ, mô tả năm 2009, đã được phát hiện ở vùng karst của cùng vùng.